# Trichomachimus rufus
Trichomachimus rufus är en tvåvingeart som beskrevs av Shi 1992. Trichomachimus rufus ingår i släktet Trichomachimus och familjen rovflugor.
Artens utbredningsområde är Sichuan (Kina). Inga underarter finns listade i Catalogue of Life.